# Bernhard Pauss

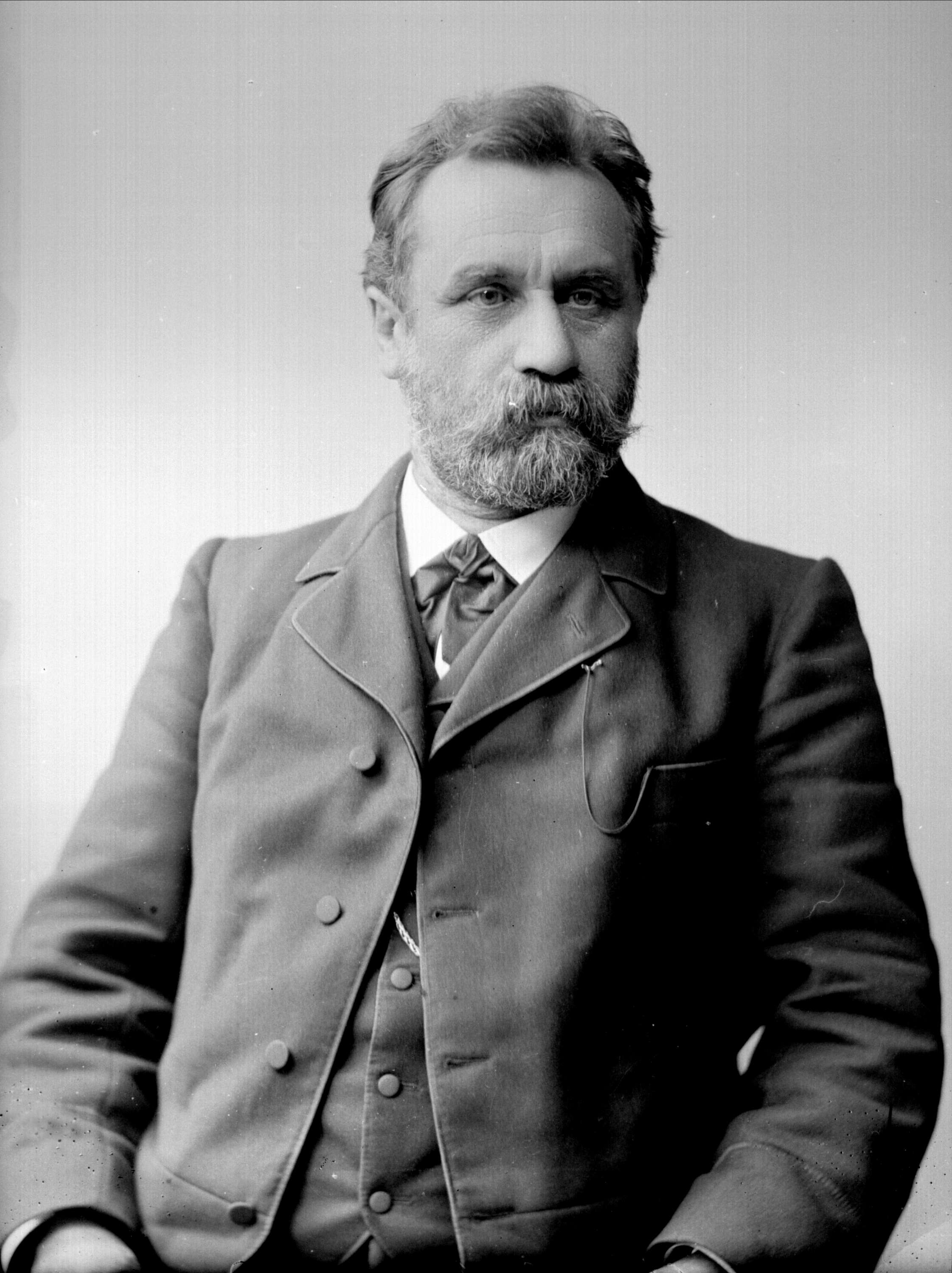
Bernhard Cathrinus Pauss

Bernhard Cathrinus Pauss (* 6. April 1839 in Tangen, Drammen; † 9. November 1907 in Christiania) (Aussprache [bæɳhaɖ pæʉs]) war ein norwegischer Theologe, Pädagoge und Autor.
Er war Besitzer der Nissen-Mädchenschule von 1872 bis 1903 und Leiter des Nissen-Lehrerinseminars, der ersten Hochschulbildung für Frauen in Norwegen. Er war auch Vorsitzender des norwegischen Santalmissions von 1887 bis 1907 und Redakteur der Zeitschrift Santalen. Er war Autor mehrerer Schulbücher, u. a. der bekannten Lesebuchserie Læsebog i Modersmaalet.
Er gehörte der Patrizierfamilie Paus an und war Sohn des Reeders Nicolai Nissen Pauss aus Drammen und war in seiner ersten Ehe mit Augusta Thoresen, einer Tochter des Holzhändler Hans Thoresen, verheiratet. In seiner zweiten Ehe war er mit Anna Henriette Wegner, einer Tochter des Industriellen Benjamin Wegner und Henriette Seyler verheiratet. Seine zweite Frau war eine Enkelin des Hamburger Bankiers Ludwig Erdwin Seyler. Er war Vater des Chirurgen und Präsidenten des Norwegischen Roten Kreuzes Nikolai Nissen Paus, des Rechtsanwalts und Wirtschaftsfunktionärs George Wegner Paus und des Industriellen Augustin Paus, und Großvater des Chirurgen und Großmeisters des Norwegischen Freimaurerordens Bernhard (Cathrinus) Paus.